# Benelux államok

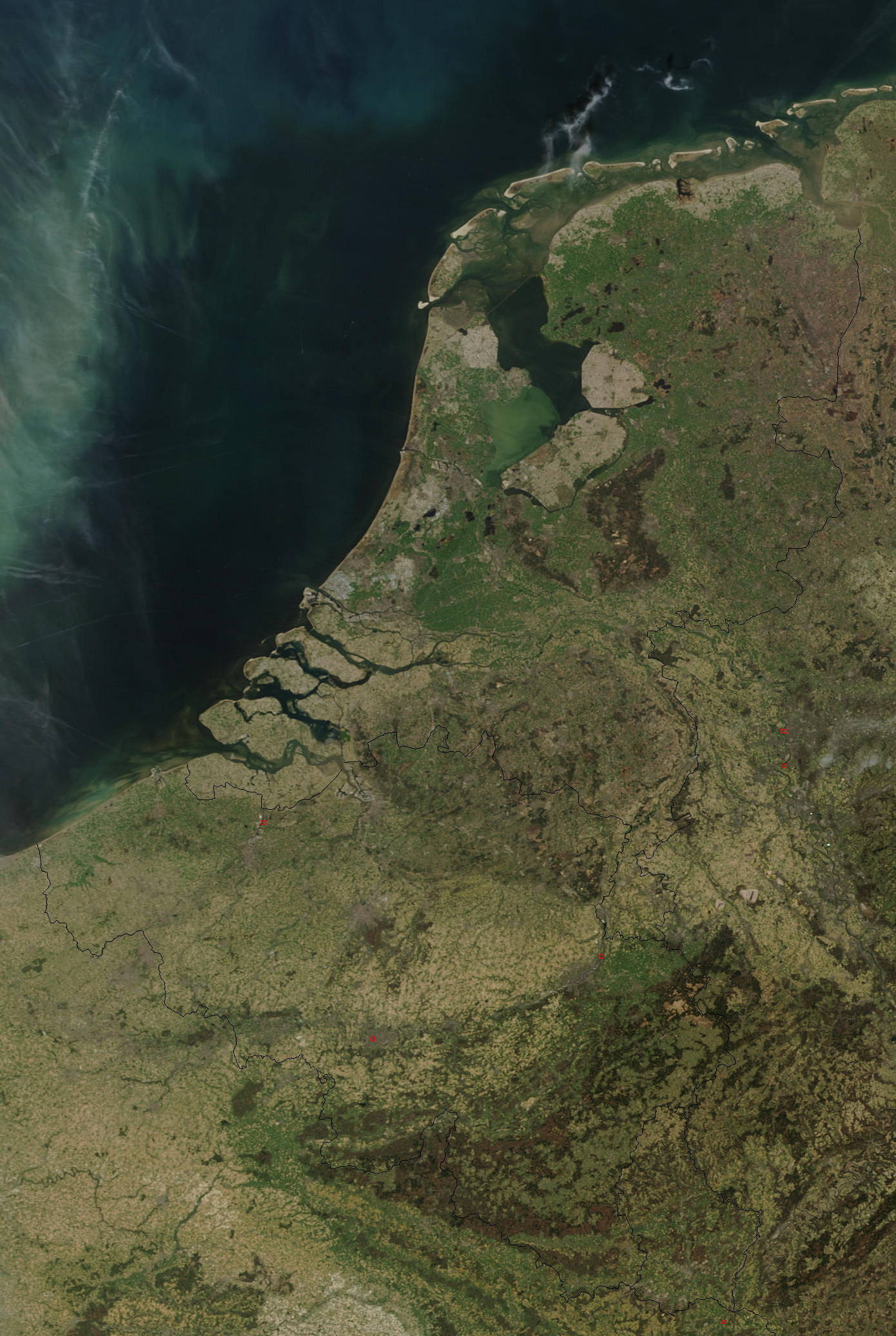
A Benelux államok területéről készült műholdas felvétel

A Benelux államok közös zászlaja

A Benelux államok kifejezés Belgium, Hollandia (hollandul Nederland) és Luxemburg (Be-Ne-Lux) neveinek rövidítése, közös potitikai-gazdasági uniójukat jelöli.

## Benelux-szerződés
A 20. század közepétől egyre szorosabbá vált a három állam kapcsolata. 1947-ben a Belga Királyság, a Holland Királyság és a Luxemburgi Nagyhercegség megkötötte a Benelux-szerződést, ami az Európai Unió egyik előfutára volt.
A három ország még a második világháború során határozta el a Benelux Unió felállítását, de a háború hátráltatta a terv részletes kidolgozását és véghezvitelét. 1944. szeptember 5-én az emigrációs kormányok Londonban vámszerződést írtak alá (London Customs Convention), de csak a második világháború után jött létre a gazdasági és vámunió. 1948. január 1-jén lépett életbe a szerződés, Brüsszel székhellyel. 1949-ben a három állam együtt lépett be a NATO-ba, 1951-ben az Európai Szén- és Acélközösség alapító tagjai voltak, majd 1958-ban szintén együtt csatlakoztak az Európai Gazdasági Közösséghez. 1958-ban a hágai szerződéssel létrejött a Benelux Gazdasági Unió, amely garantálta a tőke, a munkaerő, az áruk és a szolgáltatások szabad áramlását a három tagállam között.

## Jellemzői
A területen nagy népsűrűségű, viszonylag kis területű államok találhatóak. Az államoknak fontos szerepük van és volt az Európai Unió létrejöttében és működésében. Fontos európai uniós központok is itt találhatóak:
- Belgium / Brüsszel
  - Az Európai Unió „fővárosa”
  - Az Európa Tanács székhelye
  - Az Európai Bizottság székhelye
- Luxemburg / Luxembourg
  - Európai Unió Bíróságának székhelye
  - Az Európai Beruházási Bank székhelye
  - Az Európai Számvevőszék székhelye
  - Az Európai Parlament titkársága

## Összehasonlításuk
|                           | Belgium                                                                                       | Hollandia                                                                                         | Luxemburg                                                                              |
| ------------------------- | --------------------------------------------------------------------------------------------- | ------------------------------------------------------------------------------------------------- | -------------------------------------------------------------------------------------- |
| Népesség (2018)           | 11 482 000                                                                                    | 17 203 000                                                                                        | 604 000                                                                                |
| Terület                   | 30 528 km2                                                                                    | 41 543 km2                                                                                        | 2586 km2                                                                               |
| Népsűrűség (2018)         | 364 fő/km2                                                                                    | 408 fő/km2                                                                                        | 194 fő/km2                                                                             |
| Főváros                   | Brüsszel                                                                                      | Amszterdam                                                                                        | Luxembourg                                                                             |
| Főbb városok              | Brüsszel : 2,120,000 Antwerpen : 1,200,000 Liège : 749,110 Gent : 594,582 Charleroi : 522,522 | Amszterdam : 2,431,000 Rotterdam : 1,181,284 Hága : 1,054,793 Utrecht : 656,342 Haarlem : 424.601 | Luxembourg : 180,000 Esch-sur-Alzette : 33,939 Differdange : 24,805 Dudelange : 20,003 |
| Fő nyelvek                | holland, francia, német                                                                       | holland regionális: nyugat-fríz, angol                                                            | luxemburgi, francia, német                                                             |
| Fő vallások               | 58% katolikus 16% más keresztény 5% muszlim 2% más                                            | 49.2% vallástalan 24.4% katolikus 15.8% protestáns 4.9% muszlim                                   | 68% katolikus 3% protestáns 3% más keresztény 2% muszlim                               |
| GDP (nominális) (USD-ban) | $454.687 milliárd                                                                             | $738.419 milliárd                                                                                 | $57.423 milliárd                                                                       |
| GDP (nominális) per fő    | $40,107                                                                                       | $43,603                                                                                           | $101,994                                                                               |
| GDP (PPP)                 | $494.121 milliárd                                                                             | $832.623 milliárd                                                                                 | $55.730 milliárd                                                                       |
| GDP (PPP) per fő          | $43,585                                                                                       | $49,166                                                                                           | $98,987                                                                                |